# Jiří Laštovka
Jiří Laštovka (21. června 1978 České Budějovice – 7. února 2018 Praha) byl český divadelní a televizní herec.

## Životopis
Jiří Laštovka se narodil 21. června 1978 v Českých Budějovicích. Studoval divadelní fakultu na Akademie múzických umění v Praze, kde poznal herečku Adélu Stodolovou, kterou si v roce 2005 vzal a měl s ní dva syny. Manželství se ale rozpadlo o deset let později.
Od roku 2004 působil v Divadle Minor, kde ztvárnil různé role, jako například Jima Hawkinse z Ostrova pokladů a nejmladšího kluka z Klapzubovy jedenáctky. V divadle působil až do své smrti.
Zahrál si několik menších rolí v televizních seriálech, jako například Ordinace v růžové zahradě, Policie Modrava, Polda, nebo Mordparta.
Dne 7. února 2018 se ve svém domě na Žižkově oběsil. Bylo mu 39 let.

## Filmografie (výběr)

### Filmy
- Princ a já 2 (2006)
- Chyťte doktora (2007)

### Televize
- 1864 (2014)